# Artedidraconinae
Sous-famille
Les Artedidraconinae sont, pour l'ITIS, une sous-famille de poissons de la famille des Harpagiferidae. Pour d'autres sources il s'agit d'une famille à part entière sous le taxon Artedidraconidae. Mais, quel que soit le rang de ce taxon, il appartient à l'ordre des Perciformes.

## Systématique
Certaines sources comme le WoRMS attribue la famille des Artedidraconinae à Anatoly Petrovich Andriyashev (d) en 1967, tandis que d'autres, comme les autres wikipédias, donnent Richard Reynolds Eakin (d) en 1988.

## Liste des genres
Selon ITIS (7 juillet 2020) :
- genre Artedidraco Lönnberg, 1905
- genre Dolloidraco Roule, 1913
- genre Histiodraco Regan, 1914
- genre Pogonophryne Regan, 1914